# Canton de Mâcon-2
Le canton de Mâcon-2 est une circonscription électorale française du département de Saône-et-Loire.

## Histoire
Un nouveau découpage territorial de Saône-et-Loire entre en vigueur à l'occasion des élections départementales de 2015. Il est défini par le décret du 18 février 2014, en application des lois du 17 mai 2013 (loi organique 2013-402 et loi 2013-403). Les conseillers départementaux sont, à compter de ces élections, élus au scrutin majoritaire binominal mixte. Les électeurs de chaque canton élisent au Conseil départemental, nouvelle appellation du Conseil général, deux membres de sexe différent, qui se présentent en binôme de candidats. Les conseillers départementaux sont élus pour 6 ans au scrutin binominal majoritaire à deux tours, l'accès au second tour nécessitant 12,5 % des inscrits au 1er tour. En outre la totalité des conseillers départementaux est renouvelée. Ce nouveau mode de scrutin nécessite un redécoupage des cantons dont le nombre est divisé par deux avec arrondi à l'unité impaire supérieure si ce nombre n'est pas entier impair, assorti de conditions de seuils minimaux. Dans la Saône-et-Loire, le nombre de cantons passe ainsi de 57 à 29.
Le canton de Mâcon-2 est formé d'une commune de l'ancien canton de Mâcon-Sud et d'une fraction de la commune de Mâcon. Il est entièrement inclus dans l'arrondissement de Mâcon. Le bureau centralisateur est situé à Mâcon.

## Représentation
| Période élective | Période élective | Mandat | Mandat   | Identité          | Nuance | Nuance | Qualité |
| ---------------- | ---------------- | ------ | -------- | ----------------- | ------ | ------ | --- |
| 2015             | 2021             | 2015   | 2021     | Mme Claude Cannet |        | LR     | Avocat 2ème Vice-présidente du Conseil Départemental 1re adjointe au maire de Mâcon (conseillère déléguée depuis 2020) |
| 2015             | 2021             | 2015   | 2021     | Hervé Reynaud     |        | UDI    | Conseiller Départemental délégué à la Culture et chargé des Affaires Sociales, du 5e risque, des Séniors, au Patrimoine des Personnes Handicapées et des Offres de Soins Adjoint à la Culture, au Patrimoine et au Dialogue Interculturel de la Ville de Mâcon |
| 2021             | 2028             | 2021   | en cours | Claude Cannet     |        | HOR    | Conseillère sortante, 2ème Vice-Présidente du conseil départemental. Membre d'Horizons depuis 2022. |
| 2021             | 2028             | 2021   | en cours | Hervé Reynaud     |        | UDI    | Conseiller sortant |

### Résultats détaillés

#### Élections de mars 2015
À l'issue du 1er tour des élections départementales de 2015, deux binômes sont en ballottage : Claude Cannet et Hervé Reynaud (Union de la Droite, 39,66 %) et Rodolphe Martin et Catherine N'Diaye (PS, 29,17 %). Le taux de participation est de 39,61 % (4 981 votants sur 12 574 inscrits) contre 50,75 % au niveau départemental et 50,17 % au niveau national.
Au second tour, Claude Cannet et Hervé Reynaud (Union de la Droite) sont élus avec 57,67 % des suffrages exprimés et un taux de participation de 38,6 % (2 552 voix pour 4 851 votants et 12 568 inscrits).
Hervé Reynaud est membre du MR.

#### Élections de juin 2021
Le premier tour des élections départementales de 2021 est marqué par un très faible taux de participation (33,26 % au niveau national). Dans le canton de Mâcon-2, ce taux de participation est de 27,75 % (3 062 votants sur 11 034 inscrits) contre 32,7 % au niveau départemental. À l'issue de ce premier tour, deux binômes sont en ballottage : Claude Cannet et Hervé Reynaud (DVD, 39,78 %) et Olivier Leprevost et Céline Vinauger (Union à gauche, 21,23 %).
Le second tour des élections est marqué une nouvelle fois par une abstention massive équivalente au premier tour. Les taux de participation sont de 34,36 % au niveau national, 33,9 % dans le département et 29,55 % dans le canton de Mâcon-2. Claude Cannet et Hervé Reynaud (DVD) sont élus avec 58,47 % des suffrages exprimés (1 753 voix pour 3 261 votants et 11 034 inscrits),,.

## Composition
| Nom                           | Code Insee | Intercommunalité                      | Superficie (km2) | Population (dernière pop. légale)                | Densité (hab./km2) | Modifier                                    |
| ----------------------------- | ---------- | ------------------------------------- | ---------------- | ------------------------------------------------ | ------------------ | ------------------------------------------- |
| Mâcon (bureau centralisateur) | 71270      | CA Mâconnais Beaujolais Agglomération | 27,04            | Fraction : 20 452 (2022) Commune : 34 759 (2022) | 1 285              | modifier les données · modifier les données |
| Varennes-lès-Mâcon            | 71556      | CA Mâconnais Beaujolais Agglomération | 4,75             | 581 (2022)                                       | 122                | modifier les données · modifier les données |
| Canton de Mâcon-2             | 7122       |                                       |                  | 21 033 (2022)                                    |                    | modifier les données                        |

Le canton de Mâcon-2 comprend :
1. une commune entière,

Frontière du canton dans la commune de Mâcon

2. la partie de la commune de Mâcon non incluse dans le canton de Mâcon-1, soit celle située au sud d'une ligne définie par l'axe des voies suivantes : boulevard Henri-Dunant, boulevard des Perrières, rue de Flacé, boulevard des Neuf-Clés, rue Beau-Site, ligne droite dans le prolongement de la rue Beau-Site, rue Ambroise-Paré, jusqu'à la limite territoriale de la commune de Charnay-lès-Mâcon.

## Démographie
En 2022, le canton comptait 21 033 habitants, en évolution de +4,26 % par rapport à 2016 (Saône-et-Loire : −1,06 %, France hors Mayotte : +2,11 %).
| 2013   | 2018   | 2022   |
| ------ | ------ | ------ |
| 20 727 | 20 351 | 21 033 |